# رون ويليامسون
رون ويليامسون (بالإنجليزية: Ron Williamson)‏ هو لاعب كرة قاعدة أمريكي، ولد في 3 فبراير 1953 في أدا في الولايات المتحدة، وتوفي في 4 ديسمبر 2004 في تلسا في الولايات المتحدة بسبب تشمع الكبد.